# Alkonost Dorsa
Gli Alkonost Dorsa sono una struttura geologica della superficie di Venere.